# Петрищев, Сергей Иванович
Серге́й Ива́нович Петри́щев (19 августа 1913, д. Петрищево, Курская губерния — 7 января 1945, Ленинград) — советский военнослужащий, участник Великой Отечественной войны, Герой Советского Союза, командир 120-мм миномётной батареи 605-го стрелкового полка 132-й стрелковой дивизии 60-й армии Центрального фронта, лейтенант.

## Биография
Родился 19 августа 1913 года в семье крестьянина. Русский. Окончил начальную школу.
Служил в Красной Армии с 1931 по 1933 годы. На фронтах Великой Отечественной войны с июля 1941 года. В 1942 году окончил курсы младших лейтенантов.
Командир миномётной батареи лейтенант Петрищев отличился в боях за Днепр. 25 сентября 1943 года 605-й стрелковый полк начал форсирование Днепра в районе села Старо-Глыбов Козелецкого района Черниговской области. Батарея С. И. Петрищева своим огнём способствовала закреплению полка на правом берегу реки.
Указом Президиума Верховного Совета СССР от 17 октября 1943 года лейтенанту Петрищеву Сергею Ивановичу присвоено звание Героя Советского Союза с вручением ордена Ленина и медали «Золотая Звезда».
Скончался 7 января 1945 года, похоронен на Большеохтинском кладбище Санкт-Петербурга.